# Patxi Lazcoz
Patxi Lazcoz Baigorri (Pamplona, 30 de agosto de 1965) es un político español, que fue alcalde de Vitoria por el Partido Socialista de Euskadi desde las elecciones municipales de 2007 hasta junio de 2011. 

## Biografía
Aunque nació en Pamplona en 1965, desde muy joven se trasladó a Vitoria.
Licenciado en Derecho, su incursión en la actividad política se inició en 1991, cuando fue elegido concejal del Ayuntamiento de Vitoria. A lo largo de los siete primeros años ocupó distintas responsabilidades, quedando como concejal sin delegación en 1998 al romperse los acuerdos entre el Partido Socialista y el Partido Nacionalista Vasco, quien ocupaba la Alcaldía. En 2003, Patxi Lazcoz fue cabeza de lista del PSE-EE al ayuntamiento vitoriano y portavoz de su grupo municipal. En 2007, el PSE obtuvo la mayoría relativa en las elecciones municipales, siendo elegido alcalde. Bajo su mandato, Vitoria apostó por la revitalización de su Casco Medieval; la generación de eventos y un calendario de actividades culturales que se mantiene hasta hoy, como el FesTVal impulsado por su equipo; un cambio sin precedentes en la red de transporte público -se modificó toda la red de autobuses urbanos de la noche a la mañana- y; especialmente, Vitoria logró el reconocimiento como European Green Capital en 2012. 
En las elecciones celebradas en 2011 se presentó a la reelección, pero su partido -en una debacle generalizada del PSOE en toda España por las medidas anticrisis de José Luís Rodríguez Zapatero- pasó a ser la tercera fuerza política, perdiendo la Alcaldía.